# باشگاه فوتبال چینور
باشگاه فوتبال چینور (به انگلیسی: Chinnor Football Club) یک باشگاه فوتبال در شهر چینور، کشور انگلستان است که در سال ۱۹۷۱ میلادی تأسیس شده‌است.